# Jimmy Akin
Jimmy Akin (Corpus Christi, Teksas, 1965.) međunarodno je poznati američki katolički apologet, autor, govornik i voditelj podcasta. Radi kao viši apologet za Catholic Answers te je autor nekolicine knjiga i brojnih članaka vjerske tematike.

## Biografija
Rođen 1965. u Corpus Christiju, Teksas, Jimmy Akin odrastao je nominalno kao protestant u Fayettevilleu, Arkansas. Kao tinejdžer zainteresirao se za New Age pokret. Tijekom studija, potaknut propovijedanjem teleevangelista Eugenea Scotta, doživio je istinsko obraćenje na kršćanstvo te je postao član prezbiterijanske crkve i imao želju postati pastor ili sjemenišni profesor.
Nedugo zatim upoznao je svoju buduću suprugu, Renee Humphrey, koja je bila krštena kao katolkinja, ali je držala mnoga uvjerenja iz New Age pokreta. Vjenčali su se 1988. Tijekom njihove veze, Renee se vratila prakticiranju katoličke vjere. U želji da odvrati svoju suprugu od katoličke vjere, Akin je počeo detaljno proučavati katoličanstvo te je došao do zaključka da je ono istina te da se treba obratiti. Službeno je pristupio Katoličkoj Crkvi 1992. godine, a nedugo zatim Renee je umrla od raka debelog crijeva.
Prošao je akademsko obrazovanje u području filozofije, a također je i autodidakt, koji je uspio steći opsežno znanje u područjima apologetike, biblijske znanosti, teologije, liturgije, kanonskog prava i drugih srodnih disciplina.
Redoviti je gost na nacionalnom radijskom programu Catholic Answers Live, gdje odgovara na pitanja slušatelja o katoličkoj vjeri, a piše i za časopis Catholic Answers Magazine. Također je i popularan bloger i podcaster te autor nekolicine knjiga. Njegova osobna web stranica je JimmyAkin.com .
U 2018. godini pokrenuo je dokumentarni podcast Jimmy Akin's Mysterious World, koji istražuje misterije u područjima paranormalnog i kriminala.
Sudjelovao je u brojnim debatama, braneći pritom integritet katoličkog nauka. U ožujku 2022. debatirao je s uglednim novozavjetnim naučnikom Bartom Ehrmanom, braneći pritom stav o povijesnoj pouzdanosti evanđeljâ.

## Djela
- The Salvation Controversy (Catholic Answers Press, 2001.)
- The Fathers Know Best: Your Essential Guide to Early Christian Teaching (Catholic Answers Press, 2010.)
- Mass Revision: How the Liturgy Is Changing and What It Means for You (Ignatius Press, 2011.)
- The Drama of Salvation: How God Rescues You from Your Sins and Delivers You to Eternal Life (Catholic Answers Press, 2015.)
- A Daily Defense: 365 Days (plus one) to Becoming a Better Apologist (Catholic Answers Press, 2016.)
- Teaching with Authority: How to Cut Through Doctrinal Confusion & Understand What the Church Really Says (Catholic Answers Press, 2018.)
- The Bible Is A Catholic Book (Catholic Answers Press, 2019.)